# Podlesie Małe (województwo mazowieckie)
Podlesie Małe dawniej też Podlesie-Stromiec – wieś w Polsce położona w województwie mazowieckim, w powiecie białobrzeskim, w gminie Stromiec.
Administracyjnie wieś wraz z Podlesiem Dużym i Grabowym Lasem wchodzi w skład sołectwa Podlesie.
W latach 1975–1998 miejscowość należała administracyjnie do województwa radomskiego.
Wierni Kościoła rzymskokatolickiego należą do parafii św. Jana Chrzciciela w Stromcu.